# Marphysa mangeri
Marphysa mangeri är en ringmaskart som beskrevs av Augener 1918. Marphysa mangeri ingår i släktet Marphysa och familjen Eunicidae. Inga underarter finns listade i Catalogue of Life.